# Vjenceslav Novak

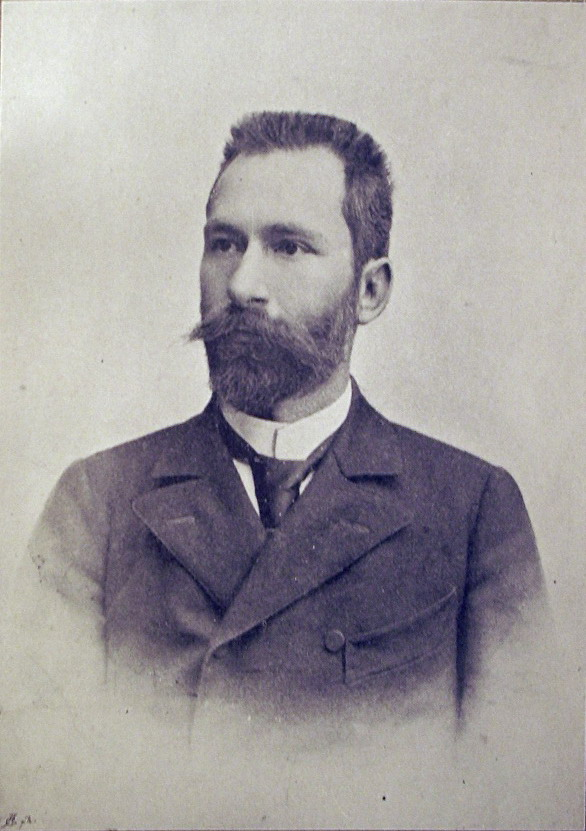
Vjenceslav Novak

Vjenceslav Novak (* 17. September 1859 in Senj; † 20. September 1905 in Zagreb) war ein kroatischer Musikpädagoge, Journalist, Übersetzer und Schriftsteller. Er gilt als herausragender Vertreter des kroatischen Realismus.

## Leben
Für sein kurzes Leben – er starb mit 46 Jahren an der Schwindsucht – schuf Novak ein äußerst umfangreiches Werk, voran erzählende Prosa. Er nahm, bei scharfer Beobachtungsgabe, einen sozialkritischen Blickwinkel ein. Slavko Batušić und Ivo Frangeš stellen übereinstimmend fest, Novak habe sich als erster kroatischer Schriftsteller, mit Anteilnahme, dem Schicksal unglücklicher und erniedrigter Menschen und dem Elend des jüngst entstandenen Proletariats gewidmet.

### Musikstudium in Prag
Novak, väterlicherseits von tschechischer Herkunft, war zunächst (1879–1884) als Volksschullehrer in seiner Heimatstadt Senj tätig. In dieser Zeit trat er mit ersten Veröffentlichungen in Erscheinung. Nach einem Musikstudium in Prag (Theorie und Orgel) wurde er (1887) Musiklehrer an der Lehrerbildungsanstalt in Zagreb. Ab 1892 war er dort Studienrat. Die Musik blieb zeitlebens Novaks zweite große Berufung. Er sammelte überlieferte Kirchenchoräle, veröffentlichte unter anderem die erste kroatische Harmonielehre (1890), schuf Orgel-Preludien und andere Kompositionen, die allerdings überwiegend verloren gegangen sind. Novaks Aufzeichnungen ist es dabei zu verdanken, dass der Text und die Melodie des bekannten kroatischen Volksliedes Vila Velebita erhalten geblieben sind. Als Erzähler oder Dramatiker fand Novak zu Lebzeiten nur eine geringe Resonanz. Er hatte eine große Familie und litt häufig unter Geldnöten. Hier liegt auch der Grund dafür, dass Novak oft unter seinem literarischen Niveau blieb: weil er sich gezwungen sah, sein kärgliches Lehrergehalt durch „unausgereifte“ Prosaarbeiten aufzubessern.

### Fotografische Objektivität
Nach Ansicht von Kindlers Neuem Literaturlexikon schuf Novak seine überzeugendste Arbeit mit dem 1899 veröffentlichten Roman Die letzten Stipanićs, der den Niedergang einer Senjer Patrizierfamilie schildert. Trotz beinahe „fotografischer Objektivität“ (bei „mitfühlender Erzählhaltung“) habe der Autor es verstanden, psychische Entwicklungen glaubwürdig zu gestalten. Allerdings sei er nicht immer „der Gefahr der Sentimentalität“ entgangen.
Auf Deutsch liegen Werke von Novak bislang nicht vor. Über die zitierten Nachschlagewerke hinaus ist die Literatur über Novak durchaus umfangreich, allerdings selten in Englisch oder gar Deutsch geschrieben. Das ausführlichste Verzeichnis der Literatur von und über Novak gibt Milorad Živančević im Leksikon pisaca Jugoslavije, Novi Sad 1997.